# Wilhelm Przeczek
Wilhelm Przeczek (7. dubna 1936, Karviná - 10. července 2006, Třinec) byl polský učitel, básník, spisovatel a aktivista ze Záolží v Těšínském Slezsku. Je považován za jednoho z nejdůležitějších polských zaolžských spisovatelů své generace. Jeho synem je spisovatel Lech Przeczek (* 1961), a jeho dcerou básnířka Lucyna Przeczek-Waszková (*1964).

## Biografie
Narodil se v hornické rodině. Vystudoval učitelský seminář v Orlové a poté fakultu v Praze. Pracoval jako učitel v polských školách v Zaolší, např. v Jablunkově. Později se na krátkou dobu stal žurnalistou v novinách Głos Ludu (polsky Hlas lidu). Také byl aktivní v PZKO a byl členem mnoha polských literárních organizací. Rovněž překládal českou, slovenskou a srbskou poezii do polštiny a polskou poezii do češtiny.
Během pražského jara v roce 1968 podporoval reformistické křídlo KSČ. Jeho postoje vedly v Československu k zákazu jeho děl v letech 1969 až 1989. Z tohoto důvodu byla jeho díla vydávána převážně v Polsku.

## Dílo

### Poezie
- Czarna calizna (1978)
- Wpisane w Beskid (1980)
- Śmierć pomysłu poetyckiego (1981)
- Szumne podszepty (1982)
- Księga Urodzaju (1986)
- Nauka wierności (1986)
- Tercet (1986)
- Przeczucie kształtu (1989)
- Notatnik liryczny (1990)
- Rękopisy nie płoną (1990)
- Promlčený počet štěstí (1991)
- Dym za paznokciami (1992)
- Na ubitej ziemi (1994)
- Mapa białych plam (1995)
- Małe nocne modlitwy (1996)
- Intimní bedekr (1998)
- Smak wyciszenia (1999)
- Stoletý kalendář – Stuletni kalendarz' (2001)

### Próza
- Skrzyżowanie (1969) (společně s Władysławem Sikorou)
- Břečťan a jiné strašidelné povídky (1992)
- Kazinkowe granie (1994)
- Bienále pivní pěny (1996)